# Philipp Max
Philipp Martin Max (pronunciació alemanya: [ˈfɪlɪp ˈmaks]; nascut el 30 de setembre de 1993) és un futbolista professional alemany que juga com a carriler esquerre pel Panathinaikos FC. Ha estat internacional amb la selecció alemanya.

## Carrera

### Schalke 04
Es va unir al FC Schalke 04 el 2010 provinent del FC Bayern de Múnic i va fer el seu debut a la Bundesliga el 25 de març de 2014 contra el Borussia Dortmund, substituint a Julian Draxler.

### Karlsruher SC
El 30 d'abril de 2014 va signar un contracte per tres anys amb el Karlsruher SC, que seria vigent la temporada següent.

### FC Augsburg
El 4 d'agost de 2015 Max va fitxar pel FC Augsburg en un traspàs que va costar 3,6 milions d'euros.